# Прокопије Јуродиви
Свети Прокопије Јуродиви, познати као Прокопије Устјужски Чудотворац, руски је светитељ из 13. века, познат по својој јуродивости Христа ради.
Био је викиншког порекла. Као трговац је живео у Великом Новгороду. Тамо је примио хришћанство и православну веру. Своје богатство које је од оца наследио, након његове смрти разделио је сиромашнима и посветио се молитви. Упражњавао је јуродивост, као наћин сакривања од људске славе и хвалисања. По предању руске цркве могао је да предвиди судбине људи и природне догађаје. Својом молитвом пред иконом Богородице одвратио је несрећу од града Велики Устјуг и тако привео већину његових житеља да се покају и окрену цркви.
Умро је 1303. године. Тело му је нађено на улици мртво и покривено снегом. Канонизован је на Московском сабору Руске православне цркве 1547. године.
Над његовим чудотворним моштима сазидан је храм њему посвећен.
Православна црква прославља Светог Прокопија 8. јула по јулијанском календару.